# Nutzungsentgelt
Nutzungsentgelt ist eine vertragliche vereinbarte Gegenleistung (Entgelt) für die Einräumung eines Nutzungsrechts an einer Sache oder einem Recht.

## Besonderes Schuldrecht
Nutzungsentgelt ist der Oberbegriff für sämtliche Entgelte aus schuldrechtlichen Gebrauchs- und Nutzungsüberlassungsverträgen wie Mietvertrag, Pachtvertrag, Leasing, Franchising, dingliche Nutzungsrechte (Dienstbarkeiten) oder gewerbliche Schutzrechte wie Urheberrechte, Patente, Lizenzen, Konzessionen, Gebrauchsmuster, Warenzeichen oder Markenzeichen. Auch der Kreditvertrag gilt als Nutzungsüberlassung, weil der Kreditgeber dem Kreditnehmer das Kapital überlässt. Beim partiarischen Darlehen wird als Entgelt für die Überlassung des Darlehens eine Gewinnbeteiligung gewährt. Bei der Nutzungsüberlassung räumt der Eigentümer dem Nutzungsberechtigten das Recht zur Nutzung eines Gegenstandes ein und erhält als Gegenleistung ein Nutzungsentgelt. Das gilt etwa auch für die entgeltliche Überlassung eines Firmenwagens an einen Arbeitnehmer.
Der Eigentümer gibt sein Eigentumsrecht nicht auf, sondern räumt dem Nutzungsberechtigten für die Dauer des Schuldverhältnisses die Befugnis zur Nutzung der Gegenstände ein. Das Nutzungsentgelt heißt vertragsspezifisch entsprechend Miete (Mietzins), Pacht (Pachtzins), Leasing-, Franchise- oder Patentgebühr. Das Nutzungsentgelt aus Kapital heißt entweder Kreditzins (Sollzins) oder Habenzins. Endet die vertragliche Nutzungsüberlassung, ohne dass der bisherige Nutzungsberechtigte die Nutzung aufgibt, so steht im Rahmen der Billigkeit dem Eigentümer eine Nutzungsentschädigung zu.

## Höhe
Wucherische Rechtsgeschäfte, bei denen Leistung und Gegenleistung in einem auffälligen Missverhältnis stehen, sind nichtig (§ 138 BGB),  gegebenenfalls auch strafbar (§ 291 StGB). Mietpreisüberhöhung ist eine Ordnungswidrigkeit (§ 5 WiStG).

## Verwaltungsrecht
Die Nutzung öffentlicher Einrichtungen wie Schwimmbäder oder Bibliotheken kann nach der Zwei-Stufen-Theorie öffentlich-rechtlich oder privatrechtlich ausgestaltet sein. Nur im Fall eines privatrechtlichen Nutzungsverhältnisses wird ein Nutzungsentgelt erhoben, andernfalls eine öffentlich-rechtliche Gebühr.